# Gouéra
Gouéra är en ort i Burkina Faso.   Den ligger i regionen Cascades, i den sydvästra delen av landet, 400 km sydväst om huvudstaden Ouagadougou. Gouéra ligger 319 meter över havet och antalet invånare är 1 924.
Terrängen runt Gouéra är platt. Närmaste större samhälle är Soubakaniédougou, 15,0 km väster om Gouéra. 
Omgivningarna runt Gouéra är en mosaik av jordbruksmark och naturlig växtlighet. Runt Gouéra är det glesbefolkat, med 16 invånare per kvadratkilometer.